# Taurogastrura skelica
 (novembre 2019).
Genre
Espèce
Taurogastrura skelica, unique représentant du genre Taurogastrura, est une espèce de collemboles de la famille des Hypogastruridae.

## Distribution
Cette espèce est endémique d'Ukraine.

## Publication originale
- Vargovitsh, 2007 : A new genus and species of the family Hypogastruridae (Collembola) from Skelskaya Cave in the Crimea. Vestnik Zoologii, vol. 41, no 1,  p. 29-34, 95.